# Nico Freriks
Nico Petrus Johannes Freriks (* 22. Dezember 1981 in Uden) ist ein niederländischer Volleyballspieler.

## Karriere
Freriks debütierte 2001 in der niederländischen Nationalmannschaft. Drei Jahre später nahm er an den Olympischen Spielen in Athen teil und belegte mit den Niederlanden den neunten Rang. Nachdem er zuvor bereits beim belgischen Erstligisten Noliko Maaseik und beim VC Omniworld Almere gespielt hatte, wurde er 2005 vom österreichischen Bundesligisten Hypo Tirol Innsbruck verpflichtet. Mit dem Verein gelang dem Zuspieler 2006 das nationale Double aus Meisterschaft und Pokal. Im gleichen Jahr gewann er mit den Niederlanden die Europaliga. Anschließend wechselte er wieder nach Belgien zu Knack Randstad Roeselare. Dort schaffte er 2008 ebenfalls das Double. In der folgenden Saison spielte Freriks bei Jastrzębski Węgiel. Im Finale des Challenge Cups unterlagen die Polen erst im Finale gegen Arkasspor İzmir. 2010 gewann er mit Ortec Rotterdam Nesselande den niederländischen Pokal. Ein Jahr später wurde er mit Unicaja Almería spanischer Vizemeister. Dann kehrte er zu Knack Randstad Roeselare zurück. Im Januar 2012 löste der Verein seinen Vertrag auf. Im Oktober wurde er vom deutschen Bundesligisten Moerser SC verpflichtet. 2013 wechselte Freriks zunächst nach Italien zu BreBranca Lannutti Cuneo und später nach Frankreich zu Beauvais Oise UC.
2014 wechselte er zum iranischen Meister Kalleh Mazandaran VC. Zurzeit ist er Dozent an der Fontys University of Applied Sciences in Venlo.